# Ptilopsis
Genre
Ptilopsis est un genre d'oiseaux de la famille des Strigidae.

## Distribution
On rencontre les deux espèces de ce genre en Johann Jakob Kaup.

## Liste d'espèces
D'après la classification de référence (version 14.1, 2024) de l'Union internationale des ornithologues, il y a 2 espèces du genre Ptilopsis.
Liste des espèces par ordre philogénique :
- Ptilopsis leucotis (Temminck, 1820) — Petit-duc à face blanche ;
- Ptilopsis granti (Kollibay, 1910) — Petit-duc de Grant.